# Garevo
Garevo es un pueblo ubicado en el municipio de Veliko Gradište, en el distrito de Braničevo, Serbia.

## Superficie
Posee una superficie de 6,967 kilómetros cuadrados.

## Demografía
Hasta 2011 la población era de 201 habitantes, con una densidad de población de 28,85 habitantes por kilómetro cuadrado.